# Laques (diàleg)
 Laques, també conegut com a Sobre la valentia (Λαχης η Περι ανδρειας), és un diàleg socràtic escrit per Plató, que tracta sobre el coratge.

## Protagonistes
Els protagonistes d'aquest diàleg són:
1. Lisímac: fill d'Aristides d'Atenes el Just
2. Melesies: pare de Tucídides
3. Arístides: fill de Lisímac
4. Laques: general dels atenencs
5. Tucídides: fill de Melesies
6. Nícies: general dels atenencs

## Argument
Lisímac i Melesies li demanen consells a Laques i a Nícies sobre si els seus fills haurien d'entrenar-se en l'exèrcit. 

Després d'un temps busquen el consell de Sòcrates. En lloc de respondre la pregunta, Sòcrates pregunta quin és el principal propòsit que l'entrenament ha d'inculcar en els joves. Aquests, al seu torn, responen que el principal propòsit és inculcar "virtut", però més que tot "coratge". Llavors, Sòcrates discuteix després amb Laques i Nícies sobre el seu significat exacte.
Després, el diàleg s'enfoca en tres persones: Laques, Nícies i Sòcrates. Entre ells debaten diverses definicions de coratge.

## Referència bibliogràfica
- Diàlegs, vol. I (Defensa de Sòcrates. Critó. Eutífron. Laques), intr. i trad. de Joan Crexells, Barcelona, Fundació Bernat Metge, 1931. (català)